# Paul Verrept
Paul Verrept (Deurne, 12 maart 1963) is een Belgische schrijver van kinderboeken, illustrator en grafisch vormgever.

## Biografie
Verrept studeerde eerst aan het RITSC en vervolgens aan de Koninklijke Academie voor Schone Kunsten van Antwerpen. Beide opleidingen zet hij vervroegd stop. Bij de tweede opleiding is dat omwille van zijn theaterambities. Verrept ondervindt later dat theater niet zijn medium is, maar blijft wel theateraffiches ontwerpen, en start zo zijn carrière als grafisch ontwerper.
Als ontwerper van affiches is Verrept een minimalist. Zijn belangrijkste klanten waren (en zijn): Monty, Cie. de Koe, Laika, Peter De Graef, Comp. Marius, De Helling en Kunst/Werk. In 1997 ontvangt Verrept de Agfa-prijs voor theateraffiches.
Naast grafisch ontwerper is Verrept ook sinds 1994 actief als auteur en als illustrator.
Verder werkt hij samen met uitgevers en literaire organisaties, zoals de Stichting Lezen, het Vlaams Fonds voor de Letteren, uitgeverij EPO en uitgeverij Lannoo.
Verrept is medeoprichter van uitgeverij Bebuquin, een uitgeverij van theaterteksten. De voorbije jaren schreef Verrept, naast poëzie en verhalen, ook zelf theaterteksten.

## Werk
Paul Verrept profileert zich als prentenboekenillustrator in de jaren 1990 met zijn aquarelillustraties bij de poëzie van Paul Van Ostaijen: Sjimpansee, Slaap en Marc. De illustraties zijn concreet en abstract, en roepen de buiten- en binnenkant van de poëzie op. Zelf vindt hij Marc het meest geslaagd: het is speelser en meer ontspannen uitgewerkt dan Sjimpansee en prikkelender voor je brein dan Slaap. Met die Van Ostaijen-reeks heeft hij zijn eigen ‘signatuur’ gevonden en leert hij wat illustreren kan betekenen.
In samenwerking met auteur Meuleman maakt hij ook de bekende Mijnheertje Kokhals-reeks over een heerschap dat schippert tussen geluk en ongeluk. Rond dat personage wordt ook een theatervoorstelling opgezet. Later gaat hij naast illustreren ook zelf schrijven.
Die eigen verhalen zijn vaak sober en filosofisch getint – let op titels als Klein verhaal van de nacht (2000), De dag dat mama even tijd had voor een kopje koffie (2003) of Op een dag was de liefde moe (2011). Er lijkt ogenschijnlijk niet te veel gebeuren in de tekst, letterlijk dan, maar precies die ruimte in het verhaal zet de lezer aan het denken. Zijn tekeningen laat hij altijd bewust in dialoog gaan met de tekst. Gewoon goed tekenen volstaat niet om een goed illustrator te zijn, vindt hij. Dat ben je pas als je die dialoog niet uit het oog verliest.
Aanvankelijk zijn Verrepts illustraties, in aquarel, erg uitgepuurd. Latere illustraties zijn schilderachtiger en hebben vaak heviger kleuren. In een laatste fase gebruikt hij vaak de computer om nog wat veranderingen aan te brengen, de kleuren van een donkere tekening op te lichten en zo naar het beste drukresultaat toe te werken.
Zijn figuren hebben soms iets houterigs, alsof ze opgesloten zitten in hun lichaam, een gevoel dat hij zelf erg herkent.
De prentenboeken van Paul Verrept zijn vertaald naar onder andere het Frans, Deens, Duits, Spaans, Catalaans, Koreaans en Grieks.

## Onderscheidingen
- Agfa Prijs culturele affiche-wedstrijd 1977 voor De gebiologeerden van Cie. de Koe
- Gouden Uil (prijs van de jonge lezer) in 2005 voor Het meisje de jongen de rivier
- Provinciale prijs voor literatuur 2005 voor Het meisje de jongen de rivier
- White Raven Special Mention München 2006 voor Mist
- Boekenwelp 2012 voor Kleine Pieter deed open
- De best vormgegeven boeken 2013 voor schiller/tasten van jan decorte
- theaterfestival 2015 voor de bank
- Music Theatre Now-competitie 2015 voor de koningin zonder land
- 4th international omid afarin theater festival iran best playwriting 2016 voor de bank

#### Boeken
- Mag ik bij je slapen?, 1994, Clavis
- Qui veut dormir avec moi?, 1994, Mijade - vertaling in het Frans
- Een tekening op reis, 1995, Clavis
- L’ami dessiné?, 1995, Mijade - vertaling in het Frans
- Slaap, 1996, Clavis|Villanella, tekst Paul van Ostaijen
- Marc, 1996, Clavis|Villanella, tekst Paul van Ostaijen
- Sjimpansee, 1996, Clavis|Villanella, tekst Paul van Ostaijen
- Ik mis je, 1998, Clavis
- Tu me manques, Pastel, 1999 - vertaling in het Frans
- Jeg savner dig, Thorup, 1998 - vertaling in het Deens
- Du fehlst mir, Gabriel verlag, 2000 - vertaling in het Duits
- Te echo de menos, Juventud, 2000 - vertaling in het Spaans
- Et trobo a faltar, Joventut, 2000 - vertaling in het Catalaans
- Floris en Blancefloer, 1999, Clavis, tekst Jo Roets
- God, 1999, Clavis
- Dieu est un lapin, Pastel, 2000 - vertaling in het Frans
- 2001 - vertaling in het Koreaans
- Gott, Tyrolia Verlag, 2003 - vertaling in het Duits
- Klein verhaal van de nacht, 2000, Clavis
- Laika, 2001, Clavis | De Harmonie, tekst Judith Herzberg
- De kleine soldaat, 2002, Clavis
- Le petit soldat, Pastel, 2003 - vertaling in het Frans
- El pequeno soldado, Juventud, 2003 - vertaling in het Spaans
- El petit soldat, Joventut, 2003 - vertaling in het Catalaans
- 2005, vertaling in het Grieks
- 2005, vertaling in het Koreaans
- 2009, vertaling in het Japans
- Mijnheertje Kokhals, 2002, Afijn, tekst Bart Meuleman
- De dag dat mama even tijd had voor een kopje koffie, 2003, Afijn
- Mijnheertje Kokhals krijgt bezoek, 2003, Afijn, tekst Bart Meuleman
- Het meisje de jongen de rivier, 2004, Afijn
- Andere verhalen, 2004, ncj/villa kakelbont/openluchtmuseum middelheim/abc
- Het kleine mannetje Jaromir, 2004, Afijn, tekst Martin Ebbertz
- Mijnheertje Kokhals heeft een vriendje, 2006, De Eenhoorn, tekst Bart Meuleman
- Bedankt, Mijnheertje Kokhals!, 2006, De Eenhoorn, tekst Bart Meuleman
- Mist, 2007, De Eenhoorn
- Geen spijt, 2007, De Eenhoorn
- Mijnheertje Kokhals in het ziekenhuis, 2008, De Eenhoorn, tekst Bart Meuleman
- Meneer Grijs, 2009, De Eenhoorn, illustraties Riske Lemmens
- Het communistisch manifest, 2010, Epo, tekst Engels & Marx
- Rodica en Docica, 2011, Larrios, tekst Paul van Ostaijen
- Het paard, 2011, Larrios, tekst Elvis Peeters
- Op een dag was de liefde moe, 2011, De Eenhoorn, illustraties Tim Van den Abeele
- 2011 vertaling in het Chinees
- 2016, vertaling in het Spaans
- Kleine Pieter deed open, 2011, De Eenhoorn, illustraties Randall Casaer
- Twee vrienden, 2011, Larrios
- De koningin zonder land, 2013, De Eenhoorn, tekeningen Berlinde De Bruyckere
- De bank, 2014, De Eenhoorn, tekeningen Ingrid Godon 2018.
- 2014, vertaling in het Chinees
- Het laatste station van de wereld, 2015, Stichting Kunstboek,
- tekeningen Ingrid Godon
- Porselein, 2015, De Eenhoorn, tekeningen Ingrid Godon
- De vloed, 2017, Skagen
- Le raz de Marée, Skagen, 2017.
- Het verloren voorwerp, 2017, Larrios
- Mijn lichaam van u, 2017, Kunst/Werk
- De wereld, 2017, De Eenhoorn, tekeningen Ingrid Godon
- De torens van Beiroet, 2018, De Eenhoorn
- Konijn & Egel – Er komt geen einde aan het einde, 2019, De Eenhoorn
- Mijn papa kwam de trap af. 2019, Davidsfonds Infodok
- Konijn & Egel – We kennen de weg als onze broekzak, 2020, De Eenhoorn
- Waarom het nooit bananen regen, 2020, De Eenhoorn, tekst Daniel Billiet
- Brandingen, 2021, Koppernik
- Konijn zonder Egel, 2022, De Eenhoorn
- De brief, 2023, De Eenhoorn, tekeningen Tim Van den Abeele
- Lieve vriendin, 2023, De Eenhoorn, tekeningen Tim Van den Abeele

#### Theater
- Het meisje de jongen de rivier, 2006-2010, Muziektheater Transparant
- Geen spijt, 2007-2008, De vikingen
- Mijnheertje Kokhals, 2008-2010, Villanella
- Meneer Grijs, 2009-2010, De Kolonie mt
- Porselein, 2010-2012, Muziektheater Transparant
- Twee vrienden, 2011-..., De Roovers & Villanella
- De zwaluw / teksten voor Territoria, 2013-..., De Diepe Rivieren vzw,
- Mijnheertje Kokhals doet mee, 2013, Villanella,
- Umm, 2014-..., De kolonie mt - moussem
- Oum, 2014-2015, Re:Orient, Stockholm
- De koningin zonder land, 2014-..., Muziektheater Transparant
- De bank, 2015-..., Theater Stap
- Het verloren voorwerp, 2016-..., De Roovers & Villanella
- Earth Diver, 2016-..., Muziektheater Transparant - Rührtriënnale
- De vloed, 2017-..., SKaGeN
- Mijn lichaam van u, 2017-..., Kunst/Werk & Muziektheater Transparant
- De wereld, 2018-..., Theater Stap
- Flow my tears, 2018-…, Luzerntheater
- De torens van Beiroet, 2018-…, Moussem en Transparant
- De vlucht, 2021-…,  SKaGeN
- - Brandingen, 2022-…,  SKaGeN